# Los Terreros, Guanajuato
Los Terreros är en ort i Mexiko.   Den ligger i kommunen San José Iturbide och delstaten Guanajuato, i den centrala delen av landet, 220 km nordväst om huvudstaden Mexico City. Los Terreros ligger 2 095 meter över havet och antalet invånare är 437.
Terrängen runt Los Terreros är platt åt nordväst, men åt sydost är den kuperad. Runt Los Terreros är det ganska tätbefolkat, med 124 invånare per kvadratkilometer. Närmaste större samhälle är San José Iturbide, 3,9 km söder om Los Terreros. Trakten runt Los Terreros består till största delen av jordbruksmark.